# Receptor paratiroidnog hormona 2
Parathyroid hormone 2 receptor je protein koji je kod ljudi kodiran PTH2R genom

## Funkcija
Ovaj protein je član familije 2 G protein spregnutih receptora. On je receptor za paratiroidni hormon (PTH). Ovaj receptor je selektiviji u prepoznavanju liganda i ima specifičniju tkivnu distribuciju u poređenju sa receptorom paratiroidnog hormona 2 (PTH1R). On se aktivira samo posredstvom PTH, a ne i PTHLH. on je posebno zastupljen u mozgu i pankreasu.

## Literatura
- Usdin TB, Gruber C, Bonner TI (1995). „Identification and functional expression of a receptor selectively recognizing parathyroid hormone, the PTH2 receptor.”. J. Biol. Chem. 270 (26): 15455—8. PMID 7797535. doi:10.1074/jbc.270.26.15455.
- Usdin TB, Modi W, Bonner TI (1997). „Assignment of the human PTH2 receptor gene (PTHR2) to chromosome 2q33 by fluorescence in situ hybridization.”. Genomics. 37 (1): 140—1. PMID 8921382. doi:10.1006/geno.1996.0532.
- Clark JA, Bonner TI, Kim AS, Usdin TB (1998). „Multiple regions of ligand discrimination revealed by analysis of chimeric parathyroid hormone 2 (PTH2) and PTH/PTH-related peptide (PTHrP) receptors.”. Mol. Endocrinol. 12 (2): 193—206. PMID 9482662. doi:10.1210/me.12.2.193.
- Hoare SR, Clark JA, Usdin TB (2000). „Molecular determinants of tuberoinfundibular peptide of 39 residues (TIP39) selectivity for the parathyroid hormone-2 (PTH2) receptor. N-terminal truncation of TIP39 reverses PTH2 receptor/PTH1 receptor binding selectivity.”. J. Biol. Chem. 275 (35): 27274—83. PMID 10854439. doi:10.1074/jbc.M003910200.
- John MR; Arai M; Rubin DA;  . (2002). „Identification and characterization of the murine and human gene encoding the tuberoinfundibular peptide of 39 residues.”. Endocrinology. 143 (3): 1047—57. PMID 11861531. doi:10.1210/en.143.3.1047.
- Strausberg RL; Feingold EA; Grouse LH;  . (2003). „Generation and initial analysis of more than 15,000 full-length human and mouse cDNA sequences.”. Proc. Natl. Acad. Sci. U.S.A. 99 (26): 16899—903. PMC 139241 . PMID 12477932. doi:10.1073/pnas.242603899.
- Seeliger S; Hausberg M; Eue I;  . (2003). „The parathyroid hormone-2 receptor is expressed on human leukocytes and down-regulated in hyperparathyroidism.”. Clin. Nephrol. 59 (6): 429—35. PMID 12834174.
- Bisello A; Manen D; Pierroz DD;  . (2004). „Agonist-specific regulation of parathyroid hormone (PTH) receptor type 2 activity: structural and functional analysis of PTH- and tuberoinfundibular peptide (TIP) 39-stimulated desensitization and internalization.”. Mol. Endocrinol. 18 (6): 1486—98. PMID 14988434. doi:10.1210/me.2003-0487.
- Gerhard DS; Wagner L; Feingold EA;  . (2004). „The status, quality, and expansion of the NIH full-length cDNA project: the Mammalian Gene Collection (MGC).”. Genome Res. 14 (10B): 2121—7. PMC 528928 . PMID 15489334. doi:10.1101/gr.2596504.
- Mahon MJ, Shimada M (2005). „Calmodulin interacts with the cytoplasmic tails of the parathyroid hormone 1 receptor and a sub-set of class b G-protein coupled receptors.”. FEBS Lett. 579 (3): 803—7. PMID 15670850. doi:10.1016/j.febslet.2004.12.056.

## Spoljašnje veze
- „Parathyroid Hormone Receptors: PTH2”. IUPHAR Database of Receptors and Ion Channels. International Union of Basic and Clinical Pharmacology. Архивирано из оригинала 03. 03. 2016. г.
- Receptor,+Parathyroid+Hormone,+Type+2 на 